# Beckenham Town F.C.
Beckenham Town FC là một câu lạc bộ bóng đá có trụ sở tại Beckenham, London, Anh. Câu lạc bộ hiện đang thi đấu tại Isthmian League South East Division có sân nhà ở Eden Park Avenue.

## Danh hiệu
- London League
  - Nhà vô địch Division One mùa giải 1927–28
- Southern Counties East League
  - Nhà vô địch Challenge Cup mùa giải 2013–14
  - Nhà vô địch Roy Vinter Shield mùa giải 2014–15
- Kent Senior Trophy
  - Nhà vô địch mùa giải 2013–14

## Thành tích
- Thành tích tốt nhất tại Hạng đấu: Hạng 2 Kent League Premier Division mùa giải 2005–06
- Thành tích tốt nhất tại FA Cup performance: Vòng loại thứ hai các mùa giải 1992–93, 2010–11, 2011–12
- Thành tích tốt nhất tại FA Vase: Vòng 4 mùa giải 1980–81
- Kỷ lục khán giả đến sân: 1,562 người trong trận đấu giao hữu với Celebrity XI tháng 6 năm 2009[2]
- Cầu thủ ra sân nhiều nhất: Lee Fabian, 985 lần[1]
- Cầu thủ ghi nhiều bàn nhất: Ricky Bennett[1]